# Pheidole decarinata
Pheidole decarinata är en myrart som beskrevs av Santschi 1929. Pheidole decarinata ingår i släktet Pheidole och familjen myror. Inga underarter finns listade i Catalogue of Life.